# Trat Province Stadium
Das Trat Province Stadium (Thai สนามกีฬาจังหวัดตราด) ist ein Mehrzweckstadion in Trat in der Provinz Trat, Thailand. Es wird derzeit hauptsächlich für Fußballspiele genutzt und ist das Heimstadion vom Trat Football Club. Das Stadion hat eine Kapazität von 6000 Zuschauern. Der Eigentümer und Betreiber des Stadions ist die Trat Provincial Administration Organization.

## Nutzer des Stadions
| Verein  | Zeitraum der Nutzung |
| ------- | -------------------- |
| Trat FC | 2012 bis heute       |